# Mná na hÉireann
Mná na hÉireann (anglicky „Women of Ireland“) je báseň irského básníka Peadara Ó Doirnína z 18. století. V textu básně je Irsko představováno jako šlechetná a krásná žena, která trpí pustošením své země, dobytka i sama sebe anglickým pánem. Zároveň po Irech požaduje, aby ji bránili, nebo uvažovali o tom, proč selhali. Dalším tématem básně je oslava Ulsteru, který má čnít nad ostatními irskými provinciemi.
Báseň byla zhudebněna, nejvýznamnější verze je od Seána Ó Riady ze 60. let 20. století. Poprvé byla vydána na albu Ó Riada Sa Gaiety skupiny Ceoltóirí Chualann, kterou Ó Riada vedl. V následujících desetiletích se objevilo množství zpívaných i instrumentálních verzí od nejrůznějších interpretů. Patří mezi ně např. The Chieftains, Bob James, Ronnie Montrose, Sinéad O'Connor, Mike Oldfield (skladba „Women of Ireland“), Kate Bushová, Jeff Beck, aj.